# Sylvia Wintergrün
Sylvia Wintergrün (née en 1957 à Duisbourg) est une chanteuse et actrice allemande.

## Biographie
Enfant, Wintergrün fait partie du ballet du Badisches Staatstheater Karlsruhe. Après une formation de danse classique à Cologne, elle est engagée dans différents théâtres (Hagen, Münster, Kaiserslautern) et est danseuse solo. À Hambourg et Berlin, elle apprend le chant et la comédie. Elle joue ses premières comédies musicales sous la direction de metteurs en scène comme Larry Fuller et Irene Mann. Sous l'intendance de Helmut Baumann, elle est soliste du Theater des Westens. Elle joue dans de grandes productions comme Nine, Sweet Charity et My Fair Lady. Avec la Kurt-Weill-Revue et la UFA-Revue, elle se produit à Washington et à Paris. Elle présente la revue du jubilé du Friedrichstadt-Palast.
Outre son travail au théâtre, elle joue parfois dans des productions télévisées.

## Filmographie
- 1991 : Tatort: Tödliche Vergangenheit
- 1993 : Mein Name ist Marlene Dietrich
- 2000 : Großstadtträume
- 2009 : Fünf Tage Vollmond

### Théâtre
En 2002, elle joue dans Mutter Gräbert macht Theater à Berlin, mise en scène par Klaus Sonnenschein (de), aux côtés notamment de Edith Hancke, Friedrich Schoenfelder et Santiago Ziesmer (de).
En 2011 et 2012, elle joue dans Kalender Girls à Berlin et Hamburg, une adaptation de Calendar Girls, aux côtés de Brigitte Grothum, Manon Straché, Gaby Gasser (de), Herma Koehn (de) et Ingrid Mülleder (de),.